# Aedes pulverulentus
Aedes pulverulentus é um espécie de mosquito do Género Aedes, pertencente à família Culicidae.